# モナ王
モナ王（モナおう）は、コンビニエンスストアや量販店などで販売されているロッテ（ロッテアイス）のラクトアイス、アイスミルク。最中の内側にバニラアイスが入ったアイスモナカである。1995年発売開始。
かつてはパッケージにアントニオ猪木（のイラスト）、ボブ・サップ、チェ・ホンマン、マーくん（千葉ロッテマリーンズマスコット）等が入っていた時期もあった。
モナ王バニラの希望小売価格は140円（2019年3月1日出荷分から130円から10円の値上げ。なお発売以降不定期で改定されている）、5個が箱詰になった「モナ王マルチ」は350円（同330円から20円の値上げ）。
宇治抹茶味や北海道あずき味のほか、九州限定の「塩モナ王＜ミルク＞」もある。

## CM
2000年頃にテレビCMが始まり、当初のテレビCMには、藤井隆が出演していた。
2008年は、当製品のテレビCMには名前にも引っ掛け、フリーアナウンサーでタレントの山本モナが出演している（過去には先述の猪木、サップや篠原ともえ、千葉ロッテマリーンズの現役時代の初芝清が出演していた）。
2014年のCMは、大映テレビ制作のテレビドラマ『スクール☆ウォーズ』（1984年 - 1985年）とのコラボレーションで、同作に出演した山下真司が同作主人公の「滝沢賢治」とそのドラマのテレビを視聴する父親の二役で出演、「森田光男」役の宮田恭男が同作第8話の名台詞「悔しいです!!」（ザブングル加藤歩の鉄板ギャグ、元ネタは同テレビドラマの登場人物の一人で宮田恭男演じる森田光男のセリフ）の部分を「おいしいです!!」に自ら声を吹き替えた映像が利用された。
2015年4月から、佐藤勝利（Sexy Zone）と大場久美子が出演したCMが放送されている。
2018年6月より映画『青夏 きみに恋した30日』とのタイアップCMの放映を開始し、劇中で理緒役を務める葵わかなと吟蔵役を務める佐野勇斗が劇中の役で出演した。